# Carcharoth
Carcharoth est un loup-garou du légendaire de l'écrivain britannique J. R. R. Tolkien, apparaissant notamment dans Le Silmarillion et dans Beren et Lúthien. Carcharoth (API : /ˈkarxarɔθ/) est le plus grand loup qui ait jamais existé après la forme utilisée par Sauron dans son combat contre Huan. Son nom signifie « Mâchoire Rouge » en sindarin. Il est aussi appelé Anfauglir (/anˈfaʊglir/) « Mâchoires de la soif ».

## Noms
Carcharoth, signifie « Gueule/Mâchoire Rouge » en sindarin, de caran « rouge » et carach « mâchoire, gueule ». Ce nom lui vient du fait que son maître Morgoth le nourrissait de chair fraîche. Il est également appelé Anfauglir « Mâchoires de la soif », de an(d) « long », faug « soif » et lîr « rangée (de dents) » en sindarin. Il est sans doute appelé ainsi en référence au feu inextinguible engendré par le Silmaril qu'il a avalé.[réf. nécessaire]

## Histoire
Carcharoth, descendant de Draugluin, est un des loups-garous au service de Morgoth gardant les portes d'Angband. Il est nourri par Morgoth lui-même de la chair d'Elfes et d'Hommes prisonniers.
Lorsque Beren et Lúthien viennent voler l'un des Silmarils, Carcharoth les laisse passer, endormi par Lúthien. Cependant, alors qu'ils s'échappent, Carcharoth se réveille et attaque Beren, arrachant sa main et le Silmaril. L'ayant avalé, le contact du joyau dans ses entrailles le rend fou et le brûle, si bien qu'il fuit Angband et se retrouve à rôder près des frontières de Doriath. Thingol organise alors une chasse en 466 P. Â. Pendant cette chasse Carcharoth blesse mortellement Beren, et s’entretue avec le chien Huan.
Après sa mort, Mablung ouvre ses entrailles pour récupérer le Silmaril.

## Création et évolution
Carcharoth est déjà mentionné dans le Lai de Leithian comme un loup-garou au service de Morgoth.

## Analyse
La scène de Morgoth nourrissant Carcharoth de chair fraîche est rapprochée de la scène de la mythologie nordique qui dépeint Odin nourrissant les loups Geri et Freki depuis son trône au Valhalla.
Dans Le Seigneur des anneaux, à la fin du Retour du roi, l'amputation de Frodon par Gollum, dans les Sammath Naur fait écho, selon Verlyn Flieger, à la perte de la main de Beren Erchamion mordu par Carcharoth. Cette même scène est inspirée de la légende nordique du dieu Týr, qui  sacrifia son bras droit dans la gueule du loup Fenrir afin d'empêcher celui-ci de nuire,.
La poursuite du loup à travers le Doriath est rapprochée de la chasse du sanglier Twrch Trwyth dans le conte arthurien gallois de Culhwch ac Olwen, tiré du Livre rouge de Hergest.
Carcharoth est cité aux côtés de Morgoth, Maglor et Maedhros, les personnages malfaisants brûlés par l'un des Silmarils.

## Adaptations
Carcharoth a inspiré les dessinateurs, comme Ted Nasmith qui représente son combat avec Huan.